# WTA-toernooi van Ningbo
Het WTA-toernooi van Ningbo is een tennistoernooi voor vrouwen dat in eerste instantie slechts twee keer is georganiseerd in de Chinese havenstad Ningbo. De officiële naam van het toernooi was Yinzhou Bank Tennis Open en het werd gespeeld op hardcourt.
In de jaren 2010 tot en met 2012 vond hier een ITF-toernooi plaats. In 2013 en 2014 organiseerde de WTA het toernooi, dat in de categorie "Challenger" viel.
Na een afwezigheid van acht jaren (2015–2022) werd het toernooi in 2023 hervat in de categorie WTA 250 onder de naam Ningbo Open. In 2024 werd het gepromoveerd naar categorie WTA 500.

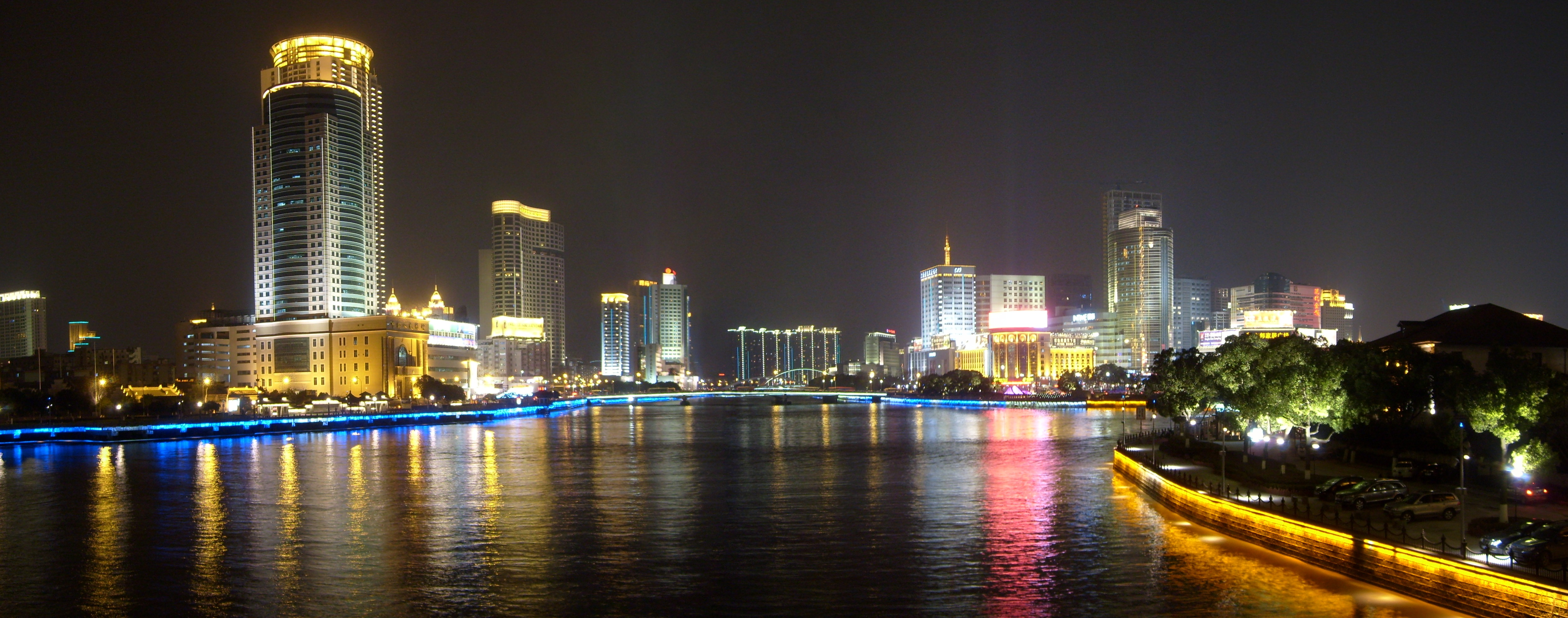
Ningbo bij nacht

## Finales

### Enkelspel
| Datum      | Naam                     | Cat.          | ($)           | Ondergrond        | Winnares          | Verliezend finaliste | Uitslag       |               |
| ---------- | ------------------------ | ------------- | ------------- | ----------------- | ----------------- | -------------------- | ------------- | ------------- |
| 2013-09-22 | Yinzhou Bank Tennis Open | Challenger    | 125.000       | hardcourt, buiten | Bojana Jovanovski | Zhang Shuai          | 6-7, 6-4, 6-1 | details       |
| 2014-10-27 | Yinzhou Bank Tennis Open | Challenger    | 125.000       | hardcourt, buiten | Magda Linette     | Wang Qiang           | 3-6, 7-5, 6-1 | details       |
| 2015–2022  | geen toernooi            | geen toernooi | geen toernooi | geen toernooi     | geen toernooi     | geen toernooi        | geen toernooi | geen toernooi |
| 2023-09-25 | Ningbo Open              | WTA 250       | 259.303       | hardcourt, buiten | Ons Jabeur        | Diana Sjnajder       | 6-2, 6-1      | details       |
| 2024-10-14 | Ningbo Open              | WTA 500       | 922.573       | hardcourt, buiten | Darja Kasatkina   | Mirra Andrejeva      | 6-0, 4-6, 6-4 | details       |

### Dubbelspel
| Datum      | Naam                     | Cat.          | ($)           | Ondergrond        | Winnaressen                     | Verliezend finalistes                 | Uitslag          |               |
| ---------- | ------------------------ | ------------- | ------------- | ----------------- | ------------------------------- | ------------------------------------- | ---------------- | ------------- |
| 2013-09-22 | Yinzhou Bank Tennis Open | Challenger    | 125.000       | hardcourt, buiten | Chan Yung-jan Zhang Shuai       | Iryna Boerjatsjok Oksana Kalasjnikova | 6-2, 6-1         | details       |
| 2014-10-27 | Yinzhou Bank Tennis Open | Challenger    | 125.000       | hardcourt, buiten | Arina Rodionova Olha Savtsjoek  | Han Xinyun Zhang Kailin               | 4-6, 7-6, [10-6] | details       |
| 2015–2022  | geen toernooi            | geen toernooi | geen toernooi | geen toernooi     | geen toernooi                   | geen toernooi                         | geen toernooi    | geen toernooi |
| 2023-09-25 | Ningbo Open              | WTA 250       | 259.303       | hardcourt, buiten | Laura Siegemund Vera Zvonarjova | Guo Hanyu Jiang Xinyu                 | 4-6, 6-3, [10-5] | details       |
| 2024-10-14 | Ningbo Open              | WTA 500       | 922.573       | hardcourt, buiten | Demi Schuurs Yuan Yue           | Nicole Melichar-Martinez Ellen Perez  | 6-3, 6-3         | details       |

2013 · 2014 · 2015–2022 · 2023 · 2024
ITF-toernooien (mannen en vrouwen)

ATP-toernooien (mannen) – ATP-seizoen 2025

WTA-toernooien (vrouwen) – WTA-seizoen 2025

Voormalige toernooien mannen
Voormalige toernooien vrouwen
Voormalige amateurtoernooien